# Mexico (État)
Pour la capitale mexicaine, voir Mexico.
Pour les articles homonymes, voir Mexico (homonymie).
Mexico, en forme longue État de Mexico (en espagnol : Estado de México), est un État du Mexique situé au centre du pays et dont la capitale est Toluca. Avec plus de 17,3 millions d'habitants en 2017, il constitue l'État le plus peuplé du pays.
L'entité fédérative de Mexico (Ciudad de Mexico), capitale du Mexique, ne fait pas partie de cet État mais en est limitrophe.
La majeure partie des 17 millions d’habitants de l’État de Mexico – dont la moitié sont pauvres – vit dans d’immenses villes-dortoirs en périphérie de Mexico, dans une situation de précarité et d’insécurité. Fortement inégalitaire, l’État comprend aussi des îlots de richesse cloisonnés en quartiers résidentiels sécurisés, et une vaste zone rurale, dont une partie est occupée par des groupes armés.
L’État est historiquement dominé par le groupe Atlacomulco, un cercle de politiques issus du PRI et d'entrepreneurs appuyé par l’Église catholique, qui monopolise les postes à responsabilités et les marchés publics depuis des décennies et parraine les campagnes des gouverneurs, dont celle d'Enrique Peña Nieto, avant que celui-ci ne soit élu président du Mexique (2012-2018).

## Géographie

### Situation
L'État de Mexico est situé au centre du Mexique, en grande partie dans la grande dépression du plateau mexicain connue sous le nom de Vallée du Mexique.
L'État est divisé en deux parties inégales par la Sierra de Ajusco et Montes de las Cruces, laquelle forme une crête boisée est-ouest, avec une altitude moyenne d'environ 3 300 m, ou environ une hauteur de 800 m au-dessus du niveau du plateau. Ces massifs sont une partie d'une chaîne irrégulière brisée qui, quelquefois porte le nom de Anahuac. Une partie considérable du plateau au nord consiste en une vaste plaine, qui fut le lit d'un grand lac mais qui est de nos jours couverte par des marais, des prés et des lacs. Le bassin est drainé dans cette dépression, une évacuation artificielle a été créée par l'ouverture du tunnel Tequixquiac. Au-delà de sa limite le plateau verse vers l'ouest dans le Pacifique à travers le Lerma, San Juan et Panuco. Au sud de la Sierra de Ajusco le paysage est en général montagneux et est drainé vers le Pacifique à travers des tributaires et les Balsas.
Dans la dépression lacustre du nord se trouvent les lacs de Zumpango, San Cristóbal, Xaltocan, Chalco, Xochimilco et Texcoco, ces trois derniers se trouvant en partie ou en totalité dans l'ancien district fédéral. Texcoco a le niveau le plus bas. Le lac Xochimilco est célébré pour ses « jardins flottants » ou chinampas.
L'État de Mexico est le plus industrialisé du pays et contribue pour 9,8 % du PIB national[réf. nécessaire]. Les principales ressources agricoles sont les céréales, le sucre, le maguey (dont est fait le pulque), du café et des fruits. Les industries manufacturières sont importantes notamment celles basées sur le coton et la laine, la farine, les produits laitiers, poteries, briques, vins et spiritueux[réf. nécessaire].
L’État est un bastion du PRI, qui le dirige depuis plusieurs décennies. En 2017, le poste de gouverneur revient à Alfredo del Mazo Maza, cousin d'Enrique Peña Nieto (qui en fut le gouverneur de 2005 à 2011) et fils d'Alfredo del Mazo Maza (gouverneur de 1981 à 1986). Il est l'un des États les plus touchés par la corruption et la violence, notamment contre les écologistes, les journalistes et les femmes.
Une enquête publiée par The Guardian soupçonne Peña Nieto d'avoir versé des plus de 340 millions de pesos à Televisa pour faire la promotion pendant trois ans de sa gestion de l’État, afin de préparer sa campagne présidentielle.

### Climat
Le climat de la région, en général, est tempéré subhumide, avec des pluies en été et une température moyenne comprise entre 10 °C et 16 °C, avec des précipitations comprises entre 500 mm et 1 500 mm, sauf dans la dépression de la rivière Balsas, à Tierra Caliente, où il fait chaud subhumide en raison de la basse altitude, et au sommet des volcans, qui est polaire en raison de la hauteur.
La température annuelle moyenne est de 14,7 °C, les températures les plus basses se produisent dans les mois de janvier et février sont d'environ 3,0 °C. La température maximale moyenne se produit en avril et mai elle est d'environ 25 °C.
Les pluies se produisent pendant l'été dans les mois de juin à septembre, les précipitations moyennes dans l'état sont de 900 mm annuels.

### Flore et faune
| Flore et faune       |                 |                       |                       |                   |
|                      |                 |                       |                       |                   |
| Monarque             | Crotalus        | Coyote                | Anatinae              | Romerolagus diazi |
|                      |                 |                       |                       |                   |
| Lynx roux            | Ardeidae        | Moqueur polyglotte    | Didelphis marsupialis | Iguana            |
|                      |                 |                       |                       |                   |
| Opuntia ficus indica | Abies religiosa | Echinocactus grusonii | Taxodium mucronatum   | Agave             |

### Villes et urbanisme
La capitale est Toluca et les villes principales sont Zumpango 50 km au nord de Mexico, Tenango del Valle, 15 km au sud-est de Toluca et Lerma, près de la frontière ouest de l'État.
Parmi les autres villes de l'État peuvent être citées : Atenco, Buenavista, Chalco, Chimalhuacán, Coacalco de Berriozábal, Cuautitlán Izcalli, Ecatepec de Morelos, Huixquilucan, Ixtapaluca, López Mateos, Los Reyes, Metepec, Naucalpan, Nezahualcóyotl, Nicolás Romero, Ojo de Agua, San Pablo de las Salinas, Tlamanalco, Texcoco...
On y trouve également les ruines précolombiennes de la ville de Teotihuacan.